# (3996) Fugaku
(3996) Fugaku es un asteroide perteneciente al cinturón de asteroides, descubierto el 5 de diciembre de 1988 por Masaru Arai y el astrónomo Hiroshi Mori desde el Yorii Observatory, Yorii, Japón.

## Designación y nombre
Designado provisionalmente como 1988 XG1. Fue nombrado Fugaku en homenaje al monte Fuji en Japón, que antiguamente se le conocía como "Fugaku".